# E3 Harelbeke 2015
De 58e editie van de wielerwedstrijd E3 Harelbeke werd gehouden op 27 maart 2015. De renners reden een wedstrijd van Harelbeke naar Harelbeke. De wedstrijd maakte deel uit van de UCI World Tour 2015. Titelverdediger was de Slowaak Peter Sagan, hij werd opgevolgd door de Welshman Geraint Thomas. De E3 Harelbeke was de eerste van de vier grote Vlaamse klassiekers in de UCI World Tour 2015.
Als gevolg van een vroege val in het peloton vielen meerdere toppers uit, onder andere Fabian Cancellara, Lars Boom en Sebastian Langeveld.

## Deelnemende ploegen
| 17 UCI World Tour-ploegen | 17 UCI World Tour-ploegen | 17 UCI World Tour-ploegen | 7 wildcards                 |
| ------------------------- | ------------------------- | ------------------------- | --------------------------- |
| AG2R La Mondiale          | Giant-Alpecin             | Movistar                  | Topsport Vlaanderen-Baloise |
| Astana                    | IAM Cycling               | Orica-GreenEdge           | Wanty-Groupe Gobert         |
| BMC Racing Team           | Katjoesja                 | Team Sky                  | Androni Giocattoli          |
| Cannondale-Garmin         | Lampre-Merida             | Tinkoff-Saxo              | Europcar                    |
| Etixx-Quick Step          | LottoNL-Jumbo             | Trek Factory Racing       | MTN-Qhubeka                 |
| FDJ                       | Lotto Soudal              |                           | Roompot Oranje Peloton      |
|                           |                           |                           | Southeast Pro Cycling       |
|                           |                           |                           |                             |

## Hellingen

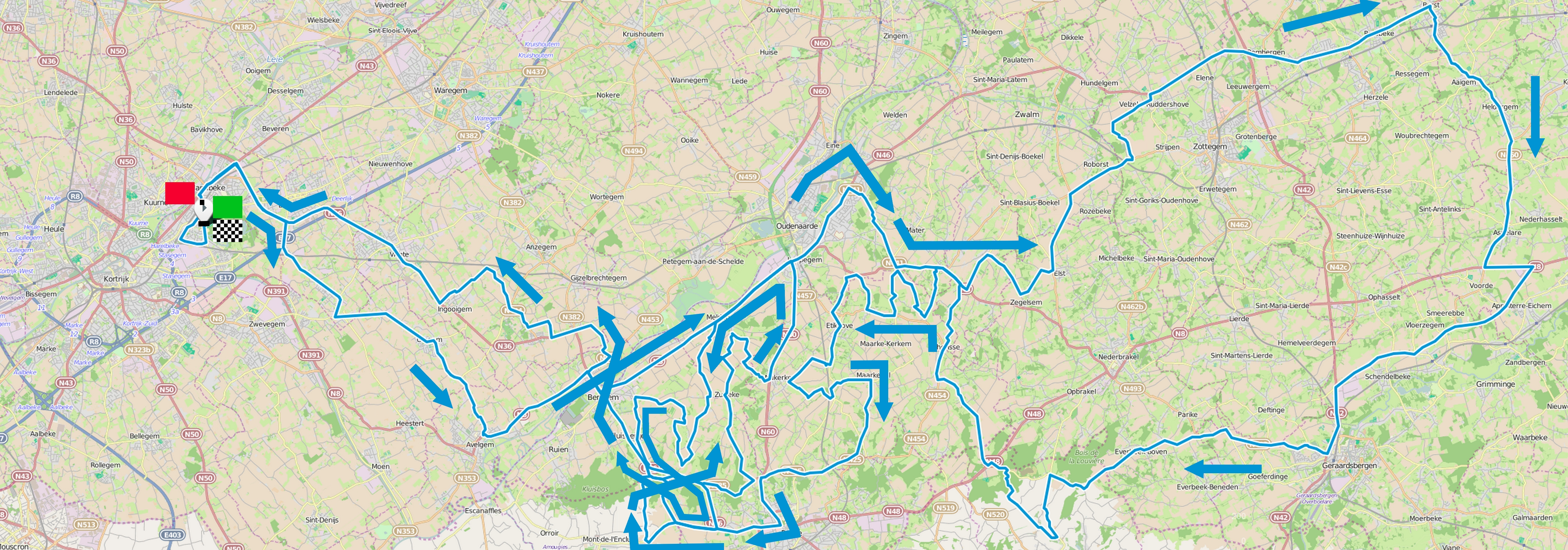

| Nummer | Naam                | Kilometer |
| ------ | ------------------- | --------- |
| 1      | Kattenberg          | 182       |
| 2      | Leberg              | 173       |
| 3      | Hoppeberg           | 114       |
| 4      | Berg ten Stene      | 106       |
| 5      | Boigneberg          | 101       |
| 6      | Eikenberg           | 97        |
| 7      | Stationsberg        | 91        |
| 8      | Taaienberg          | 87        |
| 9      | Knokteberg          | 72        |
| 10     | Hotondberg          | 65        |
| 11     | Rotelenberg         | 59        |
| 12     | Kortekeer           | 58        |
| 13     | Kapelberg           | 45        |
| 14     | Paterberg           | 41        |
| 15     | Oude Kwaremont      | 37        |
| 16     | Karnemelkbeekstraat | 31        |
| 17     | Tiegemberg          | 19        |

## Rituitslag
| Rituitslag |                      |                     |          |
| Plaats     | Naam                 | Ploeg               | Tijd     |
| Winnaar    | Geraint Thomas       | Team Sky            | 5h'15'00 |
| 2          | Zdeněk Štybar        | Etixx-Quick Step    | 25"      |
| 3          | Matteo Trentin       | Etixx-Quick Step    | 38"      |
| 4          | Alexander Kristoff   | Katjoesja           | 38"      |
| 5          | Sep Vanmarcke        | LottoNL-Jumbo       | 38"      |
| 6          | Matti Breschel       | Tinkoff-Saxo        | 38"      |
| 7          | Jürgen Roelandts     | Lotto Soudal        | 38"      |
| 8          | Jack Bauer           | Cannondale-Garmin   | 38"      |
| 9          | Jens Keukeleire      | Orica-GreenEdge     | 38"      |
| 10         | Daniel Oss           | BMC                 | 38"      |
| 11         | Borut Božič          | Astana Pro Team     | 38"      |
| 12         | Björn Leukemans      | Wanty-Groupe Gobert | 38"      |
| 13         | Luke Rowe            | Team Sky            | 38"      |
| 14         | Niki Terpstra        | Etixx-Quick Step    | 38"      |
| 15         | Marco Marcato        | Wanty-Groupe Gobert | 38"      |
| 16         | Yoann Offredo        | FDJ                 | 38"      |
| 17         | Vincent Jérôme       | Europcar            | 38"      |
| 18         | Tiesj Benoot         | Lotto Soudal        | 38"      |
| 19         | Edvald Boasson Hagen | MTN-Qhubeka         | 38"      |
| 20         | Sylvain Chavanel     | IAM Cycling         | 38"      |

1958 · 1959 · 1960 · 1961 · 1962 · 1963 · 1964 · 1965 · 1966 · 1967 · 1968 · 1969 · 1970 · 1971 · 1972 · 1973 · 1974 · 1975 · 1976 · 1977 · 1978 · 1979 · 1980 · 1981 · 1982 · 1983 · 1984 · 1985 · 1986 · 1987 · 1988 · 1989 · 1990 · 1991 · 1992 · 1993 · 1994 · 1995 · 1996 · 1997 · 1998 · 1999 · 2000 · 2001 · 2002 · 2003 · 2004 · 2005 · 2006 · 2007 · 2008 · 2009 · 2010 · 2011 · 2012 · 2013 · 2014 · 2015 · 2016 · 2017 · 2018 · 2019 · 2020 · 2021 · 2022 · 2023 · 2024

Lijst van beklimmingen
 Tour Down Under · 
 Parijs-Nice · 
 Tirreno-Adriatico · 
 Milaan-San Remo ·
 E3 Harelbeke ·
 Ronde van Catalonië ·
 Gent-Wevelgem ·
 Ronde van Vlaanderen ·
 Ronde van Baskenland ·
 Parijs-Roubaix ·
 Amstel Gold Race ·
 Waalse Pijl ·
 Luik-Bastenaken-Luik ·
 Ronde van Romandië ·
 Ronde van Italië ·
 Critérium du Dauphiné ·
 Ronde van Zwitserland ·
 Ronde van Frankrijk ·
 Clásica San Sebastián ·
 Ronde van Polen ·
/ Eneco Tour ·
 Vattenfall Cyclassics ·
 GP Ouest-France Plouay ·
 Grote Prijs van Quebec ·
 Ronde van Spanje ·
 Grote Prijs van Montreal ·
 UCI Ploegentijdrit ·
 Ronde van Lombardije